# Tomoyuki Hirase
Tomoyuki Hirase (født 23. maj 1977) er en japansk fodboldspiller.

## Japans fodboldlandshold
| Japans landshold | Japans landshold | Japans landshold |
| År               | Kmp              | Mål              |
| ---------------- | ---------------- | ---------------- |
| 2000             | 2                | 0                |
| Total            | 2                | 0                |